# پاوئو کوموروفسکی
پاوئو کوموروفسکی (انگلیسی: Paweł Komorowski؛ ‏ ۱۴ اوت ۱۹۳۰ – ۲۸ نوامبر ۲۰۱۱) کارگردان فیلم و فیلم‌نامه‌نویس اهل لهستان بود.
از فیلم‌ها یا مجموعه‌های تلویزیونی که وی در آن‌ها نقش داشته‌است، می‌توان به پنج و ماجراهای میخاو اشاره نمود.